# Ofión

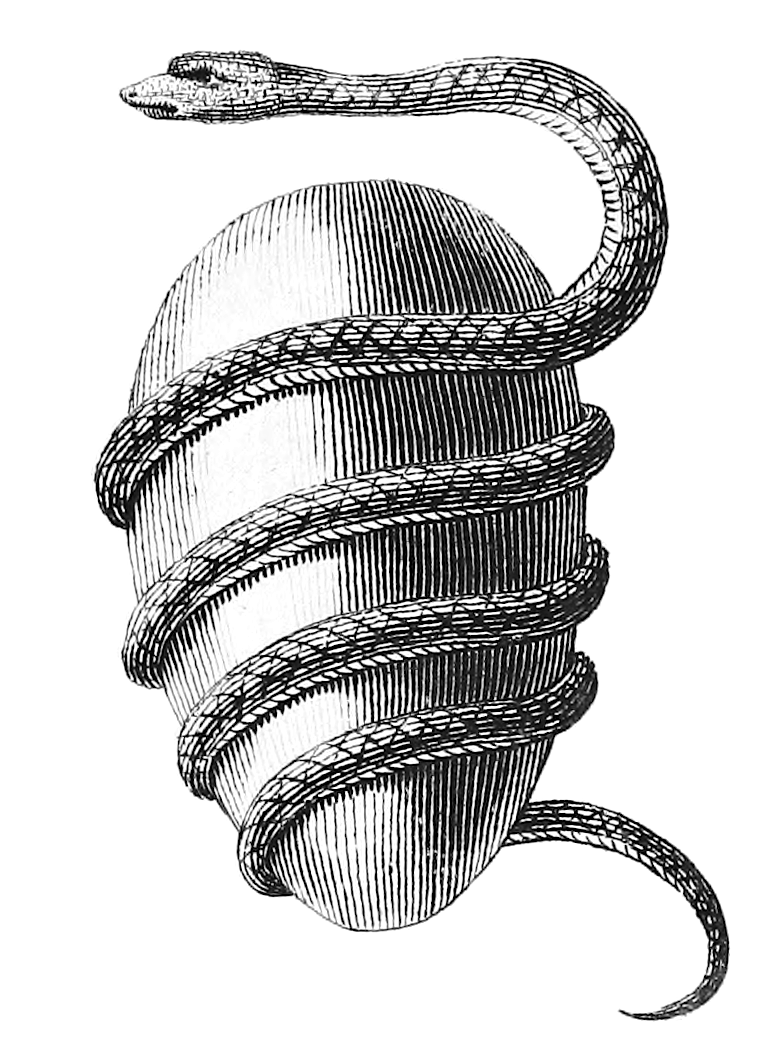
Ilustración del huevo órfico realizada por el grabador británico James Basire en 1774. La imagen muestra el huevo envuelto por una serpiente, simbolizando el "Ophis et ovum mundanum Tyriorum" o "serpiente y huevo cósmico de los habitantes de Tiro". La ilustración aparece en la obra A New System or An Analysis of Ancient Mythology.

En la mitología griega, Ofión, Ofíon u Ofioneo (en griego: Όφίων o Ὀφιονεύς; latín: Ophīon u Ophiŏneus; esto es, ‘serpiente’), mencionado en un puñado de fuentes, fue el gobernador del mundo en un mito alternativo. Homero y Hesíodo, que cimentaron las bases de la poesía mitológica clásica, no lo mencionan. Apolodoro dice, en cambio, que «Urano fue el primero que dominó todo el universo».
El mito de Ofión se podría resumir así: su esposa era Eurínome o Harmonía; residía en el monte Olimpo; gobernaba sobre los Titanes; fue desterrado por Crono a las olas del Océano (u Ogeno), o puede que al Tártaro; tuvo hijos innominados, o se mencionan a los ofiónidas.
La única mención genealógica viene de mano del Primer Mitógrafo Vaticano, en un texto corrupto que dice: «Ofión, o de acuerdo con los filósofos, Océano, engendró al Cielo (Caelus) con la antigua Tetis».

### Ferécides de Siros
La primera mención avalada de Ofión se hace en Heptámykhos («Siete receptáculos») del filósofo Ferécides de Siros (siglo VI a. C.). En algunos fragmentos se narra un mito o leyenda en el que los poderes conocidos como Zas, el Tiempo y Ctonia existían desde el principio, siendo el Tiempo el creador del universo. También menciona el nacimiento de Ofioneo, así como una batalla entre dioses con Crono en un bando y Ofioneo y sus hijos en el otro, donde al final se llegaba a un acuerdo que sin embargo empujaba a este segundo bando al Ogeno y otorga al primero el cielo.

### Filón de Biblos
En sus Praeparatio Eusebio de Cesarea cita a Filón de Biblos al afirma que Ferécides tomó a Ofión y a los Ofiónidas de los fenicios.

### Apolonio de Rodas
La historia era aparentemente popular en la poesía órfica, de la que sólo se conservan fragmentos. En sus Argonáuticas, Apolonio de Rodas resume una canción de Orfeo:

«Cantaba cómo la tierra, el cielo y el mar, una vez mezclados en una única forma, fueron separados unos de otros tras una disputa mortal, y cómo las estrellas y la luna y los caminos del sol no mantuvieron su lugar fijo en el cielo, y cómo las montañas se elevaron, y cómo los estrepitosos ríos con sus ninfas fueron creados, con todos los seres vivos. Y cantaba cómo en primer lugar Ofión y Eurínome, tuvieron el dominio del nevado Olimpo, cómo por la fuerza cedieron su lugar a Crono y a Rea, y cómo cayeron a las olas de Océano; pero los otros dos gobernaban entonces sobre los benditos titanes, mientras Zeus, todavía niño y con los pensamientos de un niño, moraba en la cueva Dictea, y los Cíclopes nacidos de la tierra aún no le había armado con el rayo, el trueno y el relámpago, pues estas cosas darían fama a Zeus».

### Juan Tzetzes
Tzetzes habla de que Zeus se sentaba en el «trono de Ofión»:

«Pues antes de Cronos y Rea, Ofión y Eurínome, gobernaban sobre los dioses, los llamados Titanes. Pero Crono derrocó a Ofión y Rea derrocó a Eurínome, arrojándolos al Tártaro y gobernaron sobre los dioses, a quienes Zeus volvió a arrojar al Tártaro y tomó el poder. Antes gobernaban Crono y Rea, y antes que ellos Ofión y Eurínome, y de ahí que se le llame a Zeus «señor del reino de Ofión y Eurínome».

### Nono de Panópolis
En sus Dionisíacas Nono hizo que Rea dijera:

«Iré a los mismos confines del Océano y compartiré el hogar de la primordial Tetis; de ahí pasaré a la casa de Harmonía y viviré con Ofión».

En este texto probablemente Harmonía sea un error, refiriéndose a Eurínome. Ofión es mencionado otra vez por Nono:

«Junto al muro oracular vimos la primera tablilla, antigua como el infinito pasado, conteniendo todas las cosas en una: sobre ella estaba todo los que Ofión señor supremo había hecho, todo lo que el antiguo Crono logró».

## Como uno de los gigantes
Como sucede con otros seres preolímpicos similares, como Tifón, no se sabe hasta qué punto Ofión también era el mismo que corresponde a uno de los gigantes que participó en la Gigantomaquia. En efecto en un escolio se menciona a Ofión como uno de los gigantes y que fue aplastado por Zeus bajo el monte Ofionio.

## Interpretaciones
En su libro Los mitos griegos Robert Graves intentó reconstruir el mito de pelasgo de la creación, que incluía a Ofión como una serpiente creada por una diosa suprema llamada Eurínome, danzando sobre las olas. Ésta era fertilizada por la serpiente y con la forma de la Noche ponía un huevo dorado sobre las aguas en torno al que Ofión se entrelazaba para empollarla hasta que finalmente el mundo salía de él. Entonces Ofión y Eurínome moraban en el mundo sobre el monte Olimpo hasta que la presunción de Ofión llevaba a Eurínome a desterrarlo a la oscuridad bajo tierra.